# Jean-Baptiste d'Augustine de Septèmes
Jean-Baptiste d'Augustine de Septèmes, dit le « chevalier de Septesme », mort à Paris le 16 juin 1697, est un officier de marine et aristocrate du XVIIe siècle. Il termine sa carrière avec le grade de chef d'escadre de la province du Languedoc.

## Biographie

### Origines et famille
Jean-Baptiste d'Augustine de Septèmes est issu de la Maison d'Augustine de Septèmes, une puissante famille marseillaise, liée au clan des Forbin et des Vento. La famille d'Augustine est originaire de L'Alzeto, en Corse, ses membres s'établissent à Marseille au milieu du XVIe siècle, avec Anton’ Francesco et Marc' Antonio di Gioannotino d'Agostino, son frère, tous deux marchands. Les d'Augustine de Septesmes sont maintenus nobles à Marseille en 1667 et donneront par la suite plusieurs officiers supérieurs à la Marine française. 

### Carrière dans la Marine du Roi

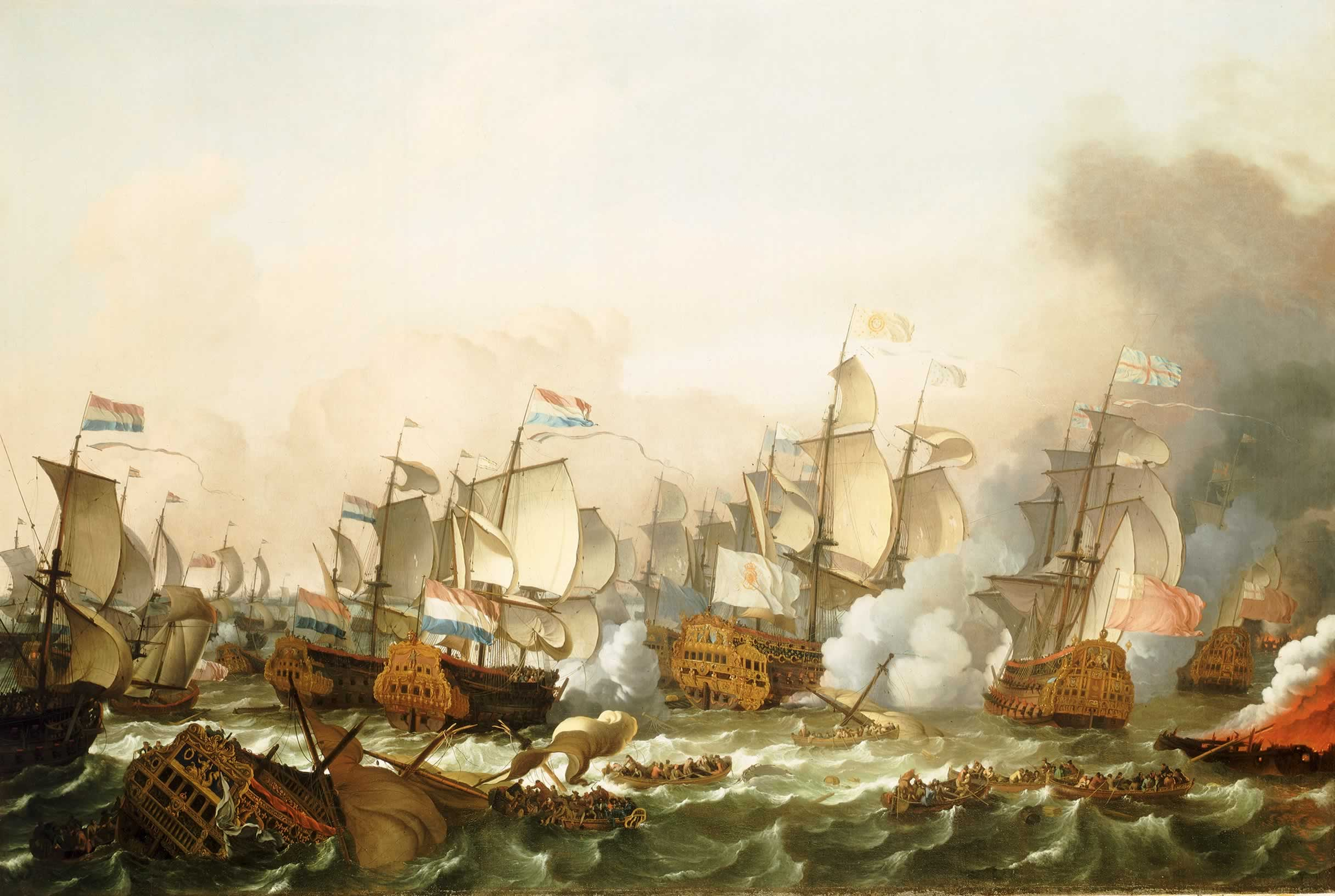
La bataille de Barfleur-La Hougue à laquelle participe Jean-Baptiste d'Augustine de Septèmes en 1692.

De Septèmes reçoit une commission de capitaine de vaisseau à Toulon en 1672, au début de la guerre de Hollande. À l'automne 1674, le roi fait armer six vaisseaux à Toulon, pour les envoyer soutenir la population de Messine qui s'était révoltée contre l'occupation espagnole de la Sicile. Au sein de cette expédition, placée sous le commandement du duc de Vivonne, de Septèmes est nommé capitaine en second du vaisseau Le Magnifique, de 66 canons. 
Lors d'une seconde expédition envoyée en secours à la ville de Messine, partie de la rade de Toulon le 29 janvier 1675, il commande cette fois le vaisseau Le Vaillant, de 32 canons, toujours sous les ordres du duc de Vivonne. L'escadre française à laquelle il appartient remporte une victoire, le 11 février de la même année, contre une flotte espagnole deux fois plus nombreuse, commandée par l'amiral Melchior de la Cueva. 
Le 8 janvier 1676, de Septemes commande Le Vaillant au combat gagné près de Melazzo par la flotte française commandée par Abraham Duquesne sur la flotte hollandaise de l'amiral Ruyter. Le Vaillant fait alors partie de l'arrière-garde française placée sous les ordres du chef d'escadre Louis Gabaret. Il est à nouveau présent, les 1er et 2 juin, lors de la victoire remportée au large de Palerme par le maréchal de Vivonne sur la flotte combinée d'Espagne et de Hollande.
La paix revenue, il commande une compagnie de gardes de la Marine à Toulon. En 1687, il est envoyé combattre les corsaires barbaresques présents au large d'Alger. L'année suivante, commandant Le Ferme, il fait la prise de deux navires hollandais au large du Stromboli. Il reprend du service actif lorsqu'éclate la guerre de la Ligue d'Augsbourg. Le 29 mai 1692, il commande Le Tonnant au désastre de la Hougue. Son navire subit le même sort que le Soleil Royal du vice-amiral de Tourville et il est incendié à La Hougue. Ce revers ne nuit cependant pas à son avancement et celui que l'on surnomme alors dans la Marine « Monsieur de Septesmes » est fait chevalier de Saint-Louis à la création de l'ordre en 1693. 
Il est promu chef d'escadre pour la province du Languedoc à Brest le 7 avril 1697. Il ne profite pas longtemps de cette promotion puisqu'il meurt à Paris le 16 juin de la même année. Sa charge de chef d'escadre sera attribuée, deux ans après sa mort, à Jean-Bernard de Pointis qui s'était distingué lors de son expédition à Carthagène.

#### Ouvrages récents
- Michel Vergé-Franceschi (dir.), Dictionnaire d'Histoire maritime, Paris, éditions Robert Laffont, coll. « Bouquins », 2002, 1508 p. (ISBN 2-221-08751-8 et 2-221-09744-0)
- Jean Meyer et Martine Acerra, Histoire de la marine française : des origines à nos jours, Rennes, Ouest-France, 1994, 427 p. [détail de l’édition] (ISBN 2-7373-1129-2, BNF 35734655)
- Rémi Monaque, Une histoire de la marine de guerre française, Paris, éditions Perrin, 2016, 526 p. (ISBN 978-2-262-03715-4)
- Étienne Taillemite, Dictionnaire des marins français (nouvelle édition revue et augmentée), Paris, éditions Tallandier, 2002, 573 p. (ISBN 2-84734-008-4)
- Lucien Bély (dir.), Dictionnaire Louis XIV, Paris, éditions Robert Laffont, coll. « Bouquins », 2015, 1405 p. (ISBN 978-2-221-12482-6)
- Guy Le Moing, Les 600 plus grandes batailles navales de l'Histoire, Rennes, Marines Éditions, 2011, 619 p. (ISBN 978-2-35743-077-8)

#### Ouvrages anciens
- Jean Cordey, Correspondance du maréchal de Vivonne relative à l'expédition de Messine, vol. 1 : 1674-1676, Paris, Société de l'histoire de France, 1914, p. 23
- Table ou abrégé des cent trente-cinq volumes de la Gazette de France, depuis son commencement en 1631 jusqu'à la fin de l'année 1765, vol. 3, Gazette de France, 1768 (lire en ligne), p. 279
- Onésime Troude, Batailles navales de la France, t. 1, Paris, Challamel aîné, 1867-1868, 453 p. (lire en ligne)
- Charles La Roncière, Histoire de la Marine française : La Guerre de Trente Ans, Colbert, t. 5, Paris, Plon, 1920, 822 p. (lire en ligne)
- Charles La Roncière, Histoire de la Marine française : La crépuscule du Grand règne, l’apogée de la Guerre de Course, t. 6, Paris, Plon, 1932, 674 p. (lire en ligne)